# トラスト (企業形態)
トラスト（英語: trust）とは企業合同とも訳され、同一業種の複数の企業が株式の買収や持合い、受託をおこなったり、また、持ち株会社を設立し同種企業を傘下に持つなどにより事実上企業として一体化させる、企業経営の形態のひとつ。
日本の公正取引委員会が定めた独占禁止法関係法令の運用基準等においては、会社による株式（社員の持分を含む）の保有、役員兼任、会社以外の者の株式の保有、または会社の合併、共同新設分割もしくは吸収分割、共同株式移転、事業譲受けなどを総称して企業結合という。

## 概要
市場を寡占、独占することにより、たとえば、価格設定が企業側の自由におこなえるようになるなどさまざまな面で市場に対し企業側が優位な立場がとれる。
現代の先進諸国では独占禁止法に規定される独占の一形態であり、過度な独占状態に至ると判断されるトラスト形態は禁止されている。経済行為としてのトラストすべてが禁止事項ではなく、過度と判断されないトラストは順法行為である。その程度が過度であるかどうかは時の判断による。
トラストが違法とされるのは、ある一定以上の規模のトラストに対してであるが、現在は過度なトラストが独占禁止法上の禁止事項になっているため、「トラストとは企業による市場独占の形態のひとつ」と紹介されることも多く、一般にはトラストがすぐに法律上の禁止事項ととられることも多く、トラスト目的であっても企業自らが合併などの際、トラストが目的と発表することは通常ない。合併が、同種の合併や子会社化の際に過度なトラストにあたるような違法性がないか常に検討されるためである。
しかし、19世紀後半から20世紀初頭にかけて米国でのトラストは大きな成功を見ており、それらの企業の多くは現在の有力企業の端緒となっている。公共の利益に重点を置く独占禁止法上の考え方とは別に、企業経営の面からはトラスト的思考は企業経営のひとつの方向性として現在でも考慮される考え方であり、それは同種企業同士の合併や子会社化として実現されている。
一方、市場を異にする異業種間の合同は、市場の独占性が希薄とされ独占禁止法上も禁止の対象とはされていない。

## 語源
19世紀のアメリカでは株式会社（コーポレーション）の設立には、多くの州で特別の設立許可の制度があり、準則主義的に設立されたコーポレーションについては規模の制限など多くの規制を課していた。そのため、現代ならば会社を設立するような事業でも、法的に設立が簡単な信託（ビジネス・トラスト）で起業することが多かった。例えば、スタンダード・オイルのような大企業も1882年から1892年までビジネス・トラストの企業形態をとっていた。
こうしたビジネス・トラストが、コーポレーションに課せられていた規制を受けることなく、買収した企業を傘下に納め市場を独占したことから、転じてトラストが独占の形態を意味するようになった。

### ビジネス・トラスト
米国では反トラスト法の制定以後、会社法の整備が進められた結果、事業経営を目的とした企業形態は信託（ビジネス・トラスト）に替わって、株式会社（コーポレーション）や組合（パートナーシップ）が利用されるようになった。現在では、ビジネス・トラストは、ミューチュアル・ファンドやストラクチャード・ファイナンスに活用される方向に変化している。
企業形態としての信託（米国のビジネス・トラスト）と株式会社（米国のコーポレーション）を対比すると次のような類似点・相違点がある。
- ビジネス・トラストは、信託宣言または書面による証書により設定される信託である。信託宣言は株式会社の定款に相当する。信託宣言で設定された場合、受益者総会の決議で受益者以外にも収益を配当することができるため、流動化の枠組みでは信託宣言は避けられる。
- 受託者は受益者のために信託財産を保有し、一定の事業目的のためにそれを管理・処分する権限を有する。受託者の役割は株式会社の取締役に相当し、受益者は株主に相当する。受託者と受益者が別人であれは、株式会社と同様に所有と経営が分離しているといえる。なお、信託では受託者が信託財産を保有する、一方、株式会社では法人である会社自身が会社財産を所有する点が信託と株式会社の相違点である。
- 受益者に対し譲渡可能な持分証券が発行される。持分証券は株式会社の株券に相当する。
- 受益者は当該事業の収益および残余財産に対して持分比率に応じた持分を有する。持分は株式会社の株式に相当する。
- 倒産隔離：信託財産は法人財産と同様に利害関係者の責任財産から独立している。具体的には、信託財産の所有権は受託者にあるので、委託者や受益者の債権者が信託財産を差し押さえることはできない。また、受託者は忠実義務を負うので、当該信託と無関係な債務の弁済に信託財産を当てることはできない。
- 有限責任：信託が債務超過に陥っても、委託者は信託の債務を弁済する法的な義務はない。しかしながら、受益者の有限責任は当然には認められておらず、法的安定性に欠ける。受益者の有限責任が認められる場合には、判例や州ビジネス・トラスト法により、州会社法の規定が適用または類推適用される。なお、デラウェア州等において立法化された制定法上のビジネス・トラスト（statutory business trust）については、受託者および受益者の有限責任が明文で認められている。

## トラスト目的で設立された企業
- ノーザン・セキュリティーズ
- スタンダード石油
- USスチール、USラバー
- モーション・ピクチャー・パテンツ・カンパニー
- IG・ファルベンインドゥストリー